# Пограничная (Вологодская область)
Пограничная — упразднённая деревня в Тарногском районе Вологодской области России. В настоящее время является частью Тарногского Городка.

## География
Находилась в северо-восточной части области, в подзоне средней тайги, на левом берегу реки Тарноги, при автодороге 19К-010, в южной части села Тарногский Городок.

### Климат
Климат характеризуется как умеренно континентальный, с продолжительной холодной зимой и умеренно тёплым летом. Среднегодовая температура воздуха — +1,5 °C. Средняя температура воздуха самого холодного месяца (января) — −13,6 °C (абсолютный минимум — −52 °C), средняя температура самого тёплого (июля) — +16,8 °С (абсолютный максимум — +37 °С). Вегетационный период длится 115 дней. Среднегодовое количество атмосферных осадков составляет 667 мм, из которых около 67 % выпадает в тёплый период. Снежный покров держится в течение 168 дней. В течение года преобладают ветра юго-западного направления. Среднегодовая скорость ветра 3,3 м/с.

## История
Упоминается в 1623 и 1685 годах как деревня в Долговицкой волости.
В «Списке населенных мест Вологодской губернии по сведениям 1859 года» населённый пункт упомянут как удельная деревня Пограничная (Выставка) Тотемского уезда, расположенная в 100 верстах от уездного города. В деревне имелось 2 двора и проживало 11 человек (5 мужчин и 6 женщин). В 1881 году входила в состав Шевденицкой волости.
По данным 1926 года в деревне имелось 3 хозяйств и проживало 15 человек (5 мужчин и 10 женщин). В административном отношении входила в состав Шевденицкого сельсовета Кокшенгского района.
Действовал колхоз «Ермолинская». По состоянию на 1 января 1973 года входила в состав Шевденицкого сельсовета Тарногского района.